# Jens Schlieter
Jens Schlieter (geb. 1966 in Feldafing/Starnberg) ist ein deutscher Religionswissenschaftler und Professor für systematische Religionswissenschaft an der Universität Bern.

## Biographie
Jens Schlieter studierte Philosophie, Tibetologie und Vergleichende Religionswissenschaft an der Friedrich-Wilhelms-Universität Bonn sowie der Universität Wien. 1999  wurde er bei Josef Simon an der Universität Bonn mit einer Arbeit zum Vergleich buddhistischer und europäischer Sprachphilosophie mit Auszeichnung promoviert. Von 2000 bis 2001 war er als Fachbereichsleiter an der Urania (Berlin) tätig. Danach wurde er wissenschaftlicher Mitarbeiter am Religionswissenschaftlichen Seminar der Ludwig-Maximilians-Universität München und erforschte anschließend am Indologischen Seminar der Universität Bonn im Rahmen der DFG-Forschergruppe „Kulturübergreifende Bioethik“ die zeitgenössischen Auffassungen der buddhistischen Bioethik, welche auch Thema seiner Habilitationsschrift waren. Seit August 2005 forscht und lehrt Schlieter am Institut für Religionswissenschaft an der Universität Bern. Von Mai bis Juli 2007 hatte Schlieter die erste „William-James-Gastprofessur für Religionsforschung“ an der Universität Bayreuth inne. Gemeinsam mit Rolf Elberfeld begründete er die Forschungsarbeitsgemeinschaft für Asiatische Philosophie (FAP) in der Deutschen Gesellschaft für Philosophie, die seit 2006 Tagungen durchführt. Von 2007 bis 2018 war er im Vorstand der Schweizerischen Gesellschaft für Religionswissenschaft (SGR-SSSR), von 2014 deren Präsident, und ist Co-Direktor des Instituts für Religionswissenschaft an der Universität Bern. Forschungsschwerpunkte sind Ethik und Bioethik des Buddhismus, die Ideengeschichte des indischen und tibetischen Buddhismus (Karma, Tod und Wiedergeburt) und deren Rezeption im Westen, die Biographie und Hagiographie des historischen Buddha, sowie Religionstheorie (z. B. die Anwendung kognitiver Metapherntheorie in der Religionswissenschaft).

## Schriften (Auswahl)
- Schlieter, Jens (2018). What is it like to be dead? : Near-death experiences, Christianity, and the Occult (Hardcover ed.). Oxford University Press, New York 2018. ISBN 978-0-19-088884-8.
- Gemeinsam mit Marietta Kind, Tina Lauer: Die zweite Generation der Tibeter in der Schweiz: Identitätsaushandlungen und Formen buddhistischer Religiosität. Seismo, Zürich 2014, ISBN 978-3-03777-134-1.
- (Hg.), Was ist Religion? Texte von Cicero bis Luhmann. Reclam, Stuttgart 2010, ISBN 978-3-15-018785-2.
- Versprachlichung – Entsprachlichung: Untersuchungen zum philosophischen Stellenwert der Sprache im europäischen und buddhistischen Denken. Chora, Köln 2000, ISBN 3-934977-00-6.
- Buddhismus zur Einführung. Junius Verlag, Hamburg, 2. Aufl. 2001; italienische Übersetzung: Il Buddhismo, Carocci, Rom 2002; ISBN 978-88-430-2344-8.
- Die aktuelle Biomedizin aus der Sicht des Buddhismus (2003). Ein Gutachten erstellt im Auftrag der „AG Bioethik und Wissenschaftskommission“ des Max-Delbrück-Centrums für molekulare Medizin, Berlin-Buch (70 Seiten).